# Método de Brent
O método de Brent, conhecido como Brent-Dekker, é um método misto que tem como intuito combinar abordagens de enquadramento e busca. Criado por Richard Peirce Brent, ele tem como objetivo encontrar raízes de funções a partir da associação de três métodos. O algoritmo hibrido combina o método da bissecção, o método das secantes e a interpolação quadrática inversa.

## Método de Dekker
A ideia de combinar o método de bisseção com o método secante remonta a Dekker (1969).
Suponha que queremos resolver a equação f(x) = 0. Assim como no método de bisseção, precisamos inicializar o método de Dekker com dois pontos, digamos a0 e b0, de tal forma que f(a0) e f(b0) têm sinais opostos. Se f for contínuo em [a0, b0], o teorema do valor intermediário garante a existência de uma solução entre 0 e b0.
Três pontos estão envolvidos em cada iteração:
- bk é o iterado atual, ou seja, o palpite atual para a raiz de f.
- ak é o "contraponto", ou seja, um ponto de tal forma que f(ak) e f(bk) têm sinais opostos, de modo que o intervalo [ak, bk] contém a solução. Além disso, | f(bk)| deve ser menor ou igual a | f(ak)|, de modo que bk é um palpite melhor para a solução desconhecida do que ak.
- bk−1 é o iterado anterior (para a primeira iteração, definimos bk−1 = a0).

Dois valores provisórios para o próximo iterado são computados. O primeiro é dado pela interpolação linear, também conhecido como método secante:
{\displaystyle s={\begin{cases}bk-{\tfrac {bk-bk-1}{f(bk)-f(bk-1)}}f(bk),&{\text{se }}f(bk){\text{≠ f(bk-1) }}\\m,&{\text{caso contrário }}{\text{ }}\end{cases}}}
e o segundo é dado pelo método de bisseção
{\displaystyle m={\frac {ak+bk}{2}}}
Se o resultado do método secante, s, fica estritamente entre bk e m, então ele se torna o próximo iterado (bk+1 = s), caso contrário o ponto médio é usado (bk+1 = m).
Em seguida, o valor do novo contraponto é escolhido de tal forma que f(ak+1) e f(bk+1) têm sinais opostos. Se f(ak) e f(bk+1) têm sinais opostos, então o contraponto permanece o mesmo: ak+1 = ak. Caso contrário, f(bk+1) e f(bk) têm sinais opostos, de modo que o novo contraponto se torna umk+1 = bk.
Finalmente, se | f(ak+1)| < | f(bk+1)|, então umk+1 é provavelmente um palpite melhor para a solução do que bk+1, e, portanto, os valores de umk+1 e bk+1 são trocados.
Isso termina a descrição de uma única iteração do método de Dekker.
O método de Dekker funciona bem se a função f for razoavelmente bem comportada. No entanto, há circunstâncias em que cada iteração emprega o método secante, mas os iterados bk convergem muito lentamente (em particular, | bk − bk−1| pode ser arbitrariamente pequeno). O método de Dekker requer muito mais iterações do que o método de bisseção neste caso.

## Método de Brent
1.   MÉTODO DA BISSEÇÃO
- Garante a convergência desde que no intervalo escolhido [A,B] exista uma raiz.

- Calcula-se o ponto médio  do intervalo, analisando o sinal do novo {\displaystyle F(C)}.

{\displaystyle C=(A+B)/2}
- A partir  do sinal de {\displaystyle F(C)}, avalia-se o novo intervalo, podendo ser [A,C] ou [C,B].

- Repete-se  o processo até que o erro seja menor que a precisão desejada

{\displaystyle Erro=(A-B)/10^{\mathbb {N} }}
2.    MÉTODO DA SECANTE
- Uma vez determinado o intervalo inicial, é calculada uma reta secante que passa  por esses pontos.

- A partir da equação de recorrência, encontra-se um novo x que será utilizado na próxima iteração

- O erro pode ser calculado pela diferença entre o x encontrado e o anterior.

3.    MÉTODO DA INTERPOLAÇÃO QUADRÁTICA INVERSA
- Baseia-se na fórmula de Lagrange, onde é preciso de três valores iniciais:
- Igualando-se a equação encontrada a zero, a raiz pode ser obtida.

O terceiro método foi inserido como um teste adicional que deve ser satisfeito antes que o resultado do método secante seja aceito como próximo. Duas desigualdades devem ser simultaneamente satisfeitas: 
- Se na etapa anterior utilizar o método de bisseção, a desigualdade deve permanecer para que seja possível fazer a interpolação, caso contrario  o método de bisseção é realizado e seu resultado usado para a próxima iteração

{\displaystyle |\delta |<|B_{k}-B_{k-1}|}
- Se na etapa anterior utilizar o método interpolação, então a desigualdade é utilizado em vez de realizar a próxima ação. Quando a desigualdade é verdadeira utiliza-se o método da interpolação, quando a desigualdade é falsa, utiliza-se o método da bisseção.

{\displaystyle |\delta |<|B_{k-1}-B_{k-2}|}
- Se a etapa anterior utilizar o método de bisseção, a desigualdade deve existir, caso contrário, o método é realizado e seu resultado é utilizado para a próxima iteração.

{\displaystyle |S-B_{k}|<1/2|B_{k}-B_{k-1}|}
- Se a etapa anterior realizou a interpolação, então a desigualdade é utilizada.

{\displaystyle |S-B_{k}|<1/2|B_{k-1}-B_{k-2}|}

## Algoritmo
```
input
 
a
, 
b
, and (a pointer to) a function for 
f

calculate 
f
(
a
)
calculate 
f
(
b
)

if
 
f
(
a
)
f
(
b
) ≥ 0 
then
 
    exit function because the root is not bracketed.

end if

if
 |
f
(
a
)| < |
f
(
b
)| 
then

    swap (
a
,
b
)

end if

c
 := 
a

set
 mflag

repeat until
 
f
(
b
 or 
s
) = 0 
or
 |
b
 − 
a
| 
is
 small enough 
(convergence)

    
if
 
f
(
a
) ≠ 
f
(
c
) 
and
 
f
(
b
) ≠ 
f
(
c
) 
then

         
(inverse quadratic interpolation)

    
else

         
(secant method)

    
end if

    
if
 
(condition 1)
 
s
 
is not
 between  and 
b
 
or

       
(condition 2)
 (mflag 
is
 set 
and
 |
s
−
b
| ≥ |
b
−
c
|/2) 
or

       
(condition 3)
 (mflag 
is
 cleared 
and
 |
s
−
b
| ≥ |
c
−
d
|/2) 
or

       
(condition 4)
 (mflag 
is
 set 
and
 |
b
−
c
| < |δ|) 
or

       
(condition 5)
 (mflag 
is
 cleared 
and
 |
c
−
d
| < |δ|) 
then

         
(bisection method)

        
set
 mflag
    
else

        
clear
 mflag
    
end if

    calculate 
f
(
s
)
    
d
 := 
c
  
(d is assigned for the first time here; it won't be used above on the first iteration because mflag is set)

    
c
 := 
b

    
if
 
f
(
a
)
f
(
s
) < 0 
then

        
b
 := 
s
 
    
else

        
a
 := 
s
 
    
end if

    
if
 |
f
(
a
)| < |
f
(
b
)| 
then

        swap (
a
,
b
) 
    
end if

end repeat
 
```

```
output
 
b
 
or s (return the root)
.
```

## Principais características
O método de Brent se destaca pelas seguintes vantagens:
- Convergir rapidamente se as condições iniciais forem "favoráveis".
- Não é necessário o cálculo da derivada.
- Na maioria dos casos o método converge para a solução.

A sua principal desvantagem é que o algoritmo exige que a raiz procurada esteja no intervalo inicialmente fornecido.